# Cantonul La Suze-sur-Sarthe
Cantonul La Suze-sur-Sarthe este un canton din arondismentul La Flèche, departamentul Sarthe, regiunea Pays de la Loire, Franța.

## Comune
| Comune              | Populație (1999) | Cod poștal | Cod INSEE |
| ------------------- | ---------------- | ---------- | --------- |
| Chemiré-le-Gaudin   | ...              | 72210      | 72075     |
| Étival-lès-le-Mans  | ...              | 72700      | 72127     |
| Fercé-sur-Sarthe    | ...              | 72430      | 72131     |
| Fillé               | ...              | 72210      | 72133     |
| Guécélard           | ...              | 72230      | 72146     |
| Louplande           | ...              | 72210      | 72169     |
| Parigné-le-Pôlin    | ...              | 72330      | 72230     |
| Roézé-sur-Sarthe    | ...              | 72210      | 72253     |
| Souligné-Flacé      | ...              | 72210      | 72339     |
| Spay                | ...              | 72700      | 72344     |
| La Suze-sur-Sarthe  | ...              | 72210      | 72346     |
| Voivres-lès-le-Mans | ...              | 72210      | 72381     |